# Карвальо, Бриан
Бриан Андрес Карвальо Утрерас (исп. Bryan Andrés Carvallo Utreras; род. 15 сентября 1996[…], Лас-Кабрас, О’Хиггинс) — чилийский футболист, атакующий полузащитник клуба «Некакса».

## Клубная карьера
Карвальо — воспитанник клуба «Коло-Коло». С 2013 года он начал выступать за дублирующий состав. 28 февраля 2014 года в матче против «Кобресаль» Бриан дебютировал в чилийской Примере, заменив во втором тайме Хуана Дельгадо. В 2015 году Карвальо помог «Коло-Коло» выйти в финал Кубка Чили.

## Международная карьера
В 2013 году в составе сборной Чили до 17 лет Карвальо принял участие в юношеском чемпионате Южной Америки в Аргентине. На турнире он сыграл в матче против сборной Бразилии, Боливии, Уругвая и Перу. В поединке против боливийцев Бриан забил гол.
В начале 2015 года Карвальо во второй раз принял участие в молодёжном чемпионате Южной Америки в Уругвае. На турнире он сыграл в матчах против сборных Венесуэлы и Уругвая.

## Титулы и достижения
- Обладатель Кубка Чили (1): 2016